# Olivier Peter
Olivier Peter (Zúric, 20 de gener de 1986) és un advocat suís i professor de la Universitat de Ginebra, especialista en drets humans, dret penal internacional i extradicions.

## Trajectòria
L'any 2013, aconseguí la derogació de la doctrina Parot per «vulnerar el dret a la llibertat dels presoners que han complert condemna» i, el 2018, aconseguí la sentència condemnatòria del Tribunal Europeu de Drets Humans al Regne d'Espanya per maltractaments i vexacions a dos membres d'ETA, Martin Sarasola i Igor Portu, pel tracte «degradant i inhumà» que van rebre de mans de la Guàrdia Civil.
Olivier Peter és conegut per ser l'advocat del president d'Òmnium Cultural, Jordi Cuixart, i també, en coordinació amb Benet Salellas, de l'exdiputada Anna Gabriel en el seu exili a Ginebra. D'acord amb aquesta causa, el Conveni Europeu d'Extradició de 1957 del Consell d'Europa, que s'aplicava entre estats europeus fins que la Unió Europea va decidir tenir una llei pròpia sobre entrega de persones, preveu de manera explícita al seu article 3 que no hi ha extradició per delictes polítics.
En qualitat d'observador internacional del Judici al procés independentista català, Olivier Peter va denunciar «l'excepcionalitat democràtica i de la vulneració dels drets civils i polítics» d'un sistema judicial espanyol que no respecta el dret internacional atesa la manca d'imparcialitat dels jutges que investigaren la causa i la impossibilitat, en conseqüència, d'un judici just.

## Obra publicada
- Amnistia. Propostes per a un debat necessari. Manresa: Tigre de Paper Edicions, 2021. ISBN 978-84-18705-02-1.